# Theo Olof

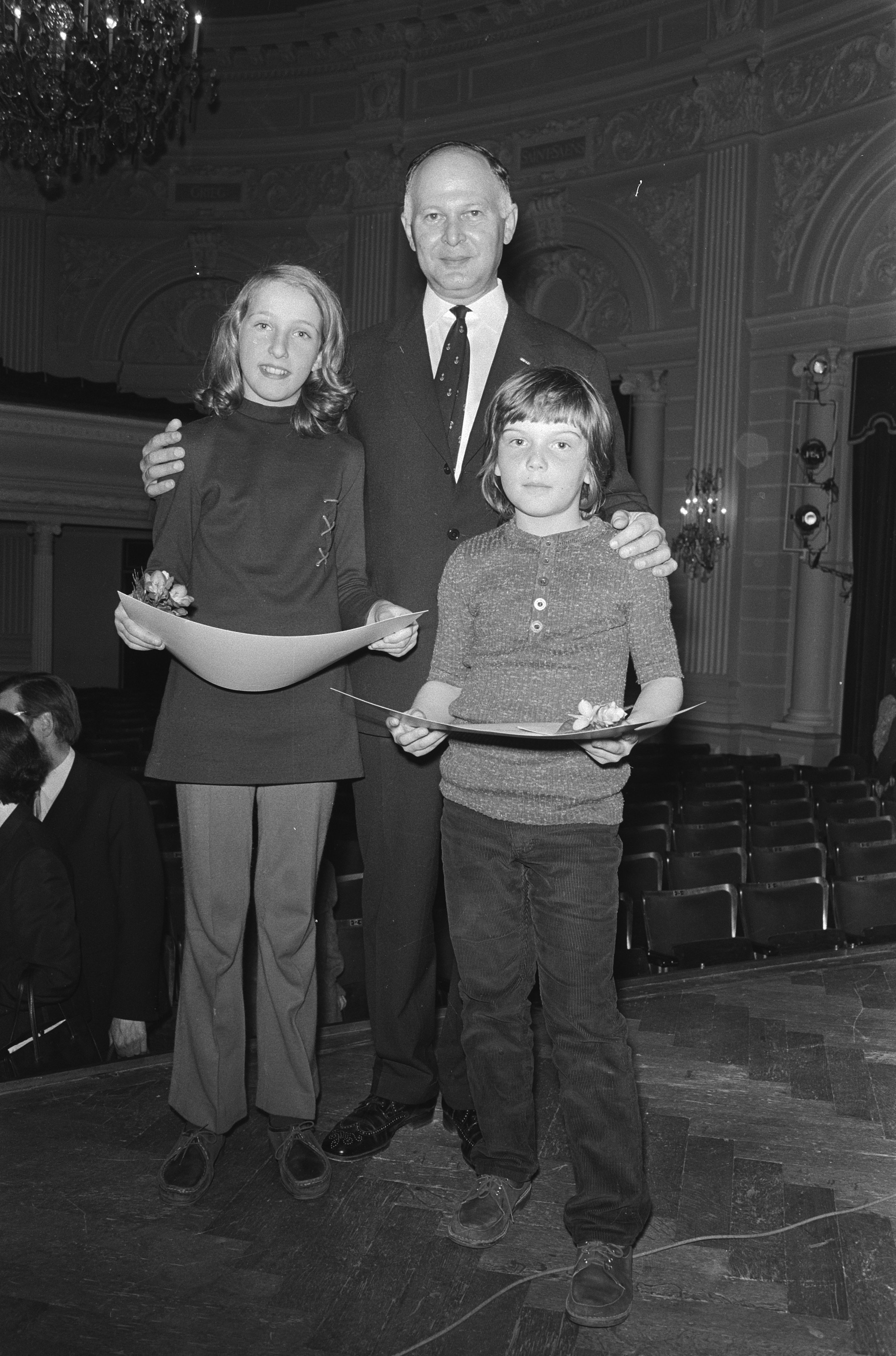
Theo Olof met de winnaars van het vioolconcours voor jonge amateurs: Iris Juda en Jaap van Zweden (1971)

Theo Olof (Bonn, 5 mei 1924 – Amstelveen, 9 oktober 2012) was een in Duitsland geboren Nederlandse violist en schrijver over klassieke muziek.

## Levensloop
Hij werd geboren in 1924 in Bonn als Theodor Olof Wolffberg. Hij was de zoon van Heinz Wolffberg, warenhuisemployee en amateurtoneelspeler, en de violiste en viooldocente Elvira Wolffberg-Schmuckler. Zij ontving haar diploma aan het toenmalige conservatorium (nu Hochschule für Musik und Tanz) in Keulen. Na de oorlog verkreeg hij in Nederland bij Kon. Besluit van 1 juni 1954 wijziging van geslachtsnaam Wolffberg in Olof (waardoor zijn volledige naam werd: Theodor Olof Olof). Hij was tweemaal getrouwd: na zijn scheiding van Wibbina Luthera van Steeden (1925) hertrouwde hij in 1971 met de violiste jkvr. Eleonore Johanna Elias (1939).
Olof week in 1933 met zijn moeder uit voor het toenmalige nationaalsocialistische Duitse regime naar Nederland. Hij gaf zijn eerste concert met het Concertgebouworkest op elfjarige leeftijd, onder leiding van Bruno Walter.
Net als Herman Krebbers, Lola Mees, Willem Noske, Kees Kooper, Davina van Wely en vele andere bekende Nederlandse violisten was Olof leerling van Oskar Back. Hij volgde diens lessen aan het Amsterdams Muzieklyceum aan het Albert Hahnplantsoen. Tijdens de Tweede Wereldoorlog moest hij, als Jood, onderduiken. Zo was hij twee weken in Bilthoven ondergedoken bij de schrijfster Elisabeth de Meijier.

## Carrière
In 1951 won Theo Olof de vierde prijs bij de Koningin Elisabethwedstrijd in Brussel. Het duurde tot 2015 (met Stephen Waarts) voor er nog eens een Nederlandse violist in de finale kwam van de Koningin Elisabethwedstrijd (in 1951 waren het er zelfs twee, de andere laureaat was Kees Kooper).

Olof was van 1950 tot 1970 concertmeester van het Residentie Orkest onder Willem van Otterloo en nadien tot 1985 bij het Concertgebouworkest onder Bernard Haitink. Hij deelde deze posities bij beide orkesten voor het grootste deel (1950-1962 resp. 1970-1980) met Herman Krebbers. Zij combineerden hun positie bij deze orkesten met een carrière als solist in binnen- en buitenland. Ook speelden zij vaak samen, vooral in werken van Bach (Dubbelconcert BWV 1043), Bartók (44 duo's) en de Nederlandse componisten Henk Badings en Géza Frid, die ieder een dubbelconcert aan hen opdroegen.
Theo Olof was tot 1982 tevens hoofdleraar aan het Koninklijk Conservatorium in Den Haag. Daarnaast schreef hij over zijn leven als violist. Vooral het pocketboek vol anekdoten Daar sta je dan, verschenen in 1958, werd vele malen herdrukt. Ook zocht hij naar het verloren gewaande instrument de luthéal, om Tzigane van Ravel te kunnen uitvoeren zoals de componist zich dat oorspronkelijk had voorgesteld. Hij vond het enige nog bekende exemplaar ten slotte in het MIM in Brussel, ingebouwd in een Pleyel-vleugel uit 1911.
In 1988 richtte hij met Pieter Moerenhout het Nationaal Muziekinstrumenten Fonds op, waarvan hij de eerste voorzitter werd.
Theo Olof behoorde tot de initiatiefnemers van Hilversum 4 (nu Radio 4), de radiozender voor klassieke muziek van het Nederlands publiek omroepbestel, die in 1975 voor het eerst uitzond. Op 13 september 2009 ontving hij uit handen van minister van Cultuur Ronald Plasterk de allereerste Radio 4 Prijs wegens zijn verdiensten voor de muziek in Nederland. Tevens stond Theo Olof aan de wieg van de Nederlandse tak van de European String Teachers Association.
Olof overleed op 9 oktober 2012 op 88-jarige leeftijd.

## Noortje Olof-Elias
Theo Olof was na een echtscheiding getrouwd met Eleonore (Noortje) Elias (geboren 1939). Ze kreeg haar opleiding aan het Haags Conservatorium met leraren Adrienne de Smet en Theo Olof. Ook studeerde ze aan het Brussels conservatorium. Ze was violist in het Residentie Orkest voor een periode van vijf jaar, Orchestre Colonne voor een jaar en het Koninklijk Concertgebouworkest (1967-2000). Ze speelde 53 jaar viool en woont in 2024 aan het Rijpenhofje aan de Rozengracht.

## Composities opgedragen aan Theo Olof
Diverse componisten droegen werken op aan Theo Olof:
- Vioolconcert (1950) van Hans Henkemans
- Vioolconcert (1969) van Bruno Maderna

Opgedragen aan Theo Olof en Herman Krebbers gezamenlijk:
- 20 duo's voor twee violen (1951) van Géza Frid
- Concert voor twee violen en orkest, op. 40 (1952) van Géza Frid
- Concert voor twee violen en orkest (1954) van Henk Badings
- Suite voor twee violen nr. 1, op. 110 (1955) van Willem Rettich
- Rapsodie van Wolfgang Wijdeveld (ter gelegenheid van hun 20-jarig jubileum als duo).

## Opnamen

### Werken met orkest
- Bach: Concert voor twee violen in d, BWV 1043
  - Herman Krebbers, viool, Residentie Orkest o.l.v. Willem van Otterloo (1952)
  - Herman Krebbers, viool, Amsterdams Kamerorkest o.l.v. André Rieu sr. (1964/67)
- Badings: Concert voor twee violen en orkest
  - Herman Krebbers, viool, Residentie Orkest o.l.v. Willem van Otterloo (1955)
  - Herman Krebbers, viool, Concertgebouworkest o.l.v. Bernard Haitink (1983)
- Beethoven: Romanze in G, op. 40
  - Residentie Orkest o.l.v. Willem van Otterloo
- Berg: Kammerkonzert
  - Theo Bruins, piano, Concertgebouworkest o.l.v. Ernest Bour (1967)
  - Theo Bruins, piano, Concertgebouworkest o.l.v. Bernard Haitink (1984)
- Brahms: Vioolconcert
  - Radio Filharmonisch Orkest o.l.v. Hans Vonk (1980; DVD)
- Britten: Vioolconcert, op. 15
  - Hallé Orchestra o.l.v. Sir John Barbirolli (1948)
  - Concertgebouworkest o.l.v. Kirill Kondrasjin (1977)
- Van Delden: Concerto per Violino, Strumenti a Fiato en Percussione, op. 104
  - Amsterdams Philharmonisch Orkest o.l.v. Anton Kersjes (1978)
- Hartmann: Concerto funebre
  - Concertgebouworkest o.l.v. Kurt Sanderling (1983)
- Van Hemel: Vioolconcert nr. 1 (1944)
  - Utrechts Symfonie Orkest o.l.v. Paul Hupperts
- Henkemans: Vioolconcert
  - Concertgebouworkest o.l.v. Eduard van Beinum (1951)
  - Radio Filharmonisch Orkest o.l.v. Willem van Otterloo (1961)
- Keuris: Vioolconcert nr. 1
  - Het Gelders Orkest o.l.v. Lucas Vis (1983)
- Kox: Vioolconcert nr. 1
  - Utrechts Symfonie Orkest o.l.v. Paul Hupperts
  - Radio Filharmonisch Orkest o.l.v. Jean Fournet (1976)
- Ton de Leeuw: Vioolconcert nr. 2
  - Concertgebouworkest o.l.v. Bernard Haitink (1979)
- Maderna: Vioolconcert
  - Sinfonie-Orchester des Saarländischen Rundfunks o.l.v. Bruno Maderna (1969)
  - Concertgebouworkest o.l.v. Diego Masson (1975)
- Mozart: Vioolconcert nr. 2 in D, KV 211
  - Concertgebouworkest o.l.v. Karel Ančerl (1969)
- Mozart: Vioolconcert nr. 5 in A, KV 219
  - Musical Masterworks Symphony Orchestra (= Radio Filharmonisch Orkest) o.l.v. Walter Goehr
- Nardini: Vioolconcert in e
  - Amsterdams Kamerorkest o.l.v. André Rieu sr.
- Rawsthorne: Vioolconcert nr. 1
  - New Philharmonia Orchestra o.l.v. Sir Adrian Boult (1972)
- Pijper: Vioolconcert
  - Radio Filharmonisch Orkest o.l.v. Bernard Haitink (1959)
- Tsjaikovski: Vioolconcert in D, op. 35
  - Frysk Orkest o.l.v. Libor Pešek (1973)
- Tsjaikovski: Doornroosje
  - Jean Decroos, cello, Concertgebouworkest o.l.v. Antal Doráti
- Van Vlijmen: Omaggio a Gesualdo per violino e sei gruppi strumentali
  - Radio Blaasensemble o.l.v. Hans Vonk (1971)
- Van Vlijmen: Quaterni II
  - Theo Bruins, piano, Vicente Zarzo, hoorn, Concertgebouworkest o.l.v. Lucas Vis
- Vivaldi: Concert voor twee violen in a, op. 3 nr. 8
  - Herman Krebbers, viool, Amsterdams Kamerorkest o.l.v. André Rieu sr. (1964/1967)

### Kamermuziek

#### Soloviool
- Bach: Sonates & Partita's (1979)

#### Viool en piano
met Gérard van Blerk
- Mozart: Sonate nr. 42, KV 526
- Fauré: Sonate in A, op. 13
- Grieg: Sonate in c, op. 45
- Françaix: Sonatine (1934)
- Honegger: Première Sonate (1918)
- Messiaen: Thème et Variations (1932)
- Roussel: Deuxième Sonate op. 28 (1925)

met Janine Dacosta
- Bartók: Sonate nr. 2
- Brahms: Sonate nr. 3
- Ton de Leeuw: Sonatina
- Messiaen: Thème et Variations

met Daniël Wayenberg
- Mozart: Sonate in e, KV 304
- Ravel: Tzigane voor viool en luthéal
- Ravel: Sonate Posthume
- Debussy: Sonate
- Franck: Sonate in A
- Brahms: Sonate in A, op. 100
- Janáček: Sonate

Korte stukken
- Sarasate: Romanza Andaluza
- Veracini: Largo
- Beethoven / Kreisler: Rondino
- Bloch: Nigun
- Kreisler: Tambourin Chinois
- Dvořák / Press: Slavische Dans op. 46 nr. 8
- Brahms / Joachim: Hongaarse Dans nr. 6
- Moessorgski / Dushkin: Hopak
- Nin: Murcienne
- Nin: Andaluze
- Ravel: Piece d’Habanera
- Falla / Kreisler: Spaanse dans

#### Twee violen
met Herman Krebbers
- Boccherini: Duo’s op. 5 nr. 1
- Bartók: 44 duo’s
- C.P.E. Bach: Duet voor twee violen
- Reger: Duo nr. 1 in e voor twee violen

#### Twee violen en piano
met Herman Krebbers en Marinus Flipse
- Milhaud: Sonate pour deux violons et piano
- Händel: Sonate in g, op. 2 n. 8

## Boekpublicaties
- Daar sta je dan. 1958
- De muziekwedstrijd. 1959
- Divertimenti van en over Theo Olof. 1968
- Rhythmicon. 1970
- Melomedicon. 1972
- Daar sta je dan opnieuw. 1973
- Scherzo. 1979
- Daar ga je dan. Muzikale reisimpressies. 1986
- Het Symfonie Orkest. 1986
- Wolfgang Amadeus Mozart. Geniaal componist. 1991
- Mijn leven met Tsjaikovski. 1995
- Flarden. 2000
- Oskar Back en veertig jaar Nationaal Vioolconcours. 2005